# La sposa turca
La sposa turca (Gegen die Wand) è un film del 2004 scritto e diretto da Fatih Akın.

## Trama
Amburgo. Il quarantenne Cahit Tomruk è un immigrato turco di prima generazione, trasandato ed alcolista, ridotto così dal dolore per la perdita della giovane moglie. Una sera, sotto l'effetto di alcol e droga, tenta di togliersi la vita dirigendo la sua auto a tutta velocità contro un muro di cemento. Inspiegabilmente esce vivo dall'impatto, seppur zoppicante e con un colpo di frusta, ma niente di rotto.
Nell'ospedale psichiatrico dov'è temporaneamente ricoverato, incontra Sibel Güner, una ventenne tedesca, figlia di immigrati turchi, anch'ella reduce da un tentato suicidio. Sibel è in cerca di un matrimonio di facciata che la liberi dalla tutela opprimente dei genitori e del fratello maggiore, estremamente conservatori, e propone a Cahit di sposarla. Dopo l'iniziale rifiuto, Cahit decide infine di assecondare la richiesta della ragazza e, con la complicità dell'amico fraterno Şeref, anch'egli turco, convince la famiglia di lei a dare il consenso alle nozze e la sposa.
I due in realtà vivono insieme come coinquilini, dividono le spese per la casa e conducono ognuno la propria vita frequentando altri partner. Lentamente però da questa convivenza nasce anche quell'amore che entrambi hanno all'inizio rifiutato e sembrano sul punto di dare una svolta alla loro relazione quando una sera un ex partner occasionale di Sibel provoca pubblicamente Cahit, offendendo la ragazza, e Cahit, in un impeto di gelosia, lo colpisce con un posacenere, uccidendolo involontariamente. Viene quindi incarcerato e condannato a più anni di prigione con tanto di cronaca e foto sui giornali locali e lasciando Sibel nella più completa disperazione.
Sola e ripudiata dalla famiglia per il disonore causato dal suo comportamento e perseguitata dal fratello che vorrebbe ucciderla per lavare l'onta caduta sulla famiglia a causa del di lei comportamento, la ragazza parte alla volta di Istanbul, dove vive sua cugina Selma, donna in carriera che le trova lavoro presso l'hotel che dirige. Il dolore per la separazione forzata da Cahit spinge però Sibel verso comportamenti autodistruttivi, fa uso di droghe e frequenta ambienti poco raccomandabili che, ben presto, la portano a divenire vittima di un'aggressione a cui sopravvive per l'intervento di un tassista.
Ma alla fine inizia una relazione stabile e ha anche una figlia. Cahit nel frattempo ha scontato la sua pena e, grazie alla generosità dell'onnipresente amico Seref, parte per Istanbul dove, malgrado non poche difficoltà, riesce a incontrare Sibel. I due fanno l'amore per la prima e unica volta, si danno appuntamento alla stazione degli autobus per fuggire insieme il giorno dopo, ma Sibel, nonostante abbia preparato i bagagli, alla fine non si presenta e Cahit parte da solo per Mersin, sua città natale.

## Riconoscimenti
- 2004 Festival internazionale del cinema di Berlino
  - Orso d'oro
- 2004 – European Film Awards
  - Miglior film a Fatih Akin
- 2005 - Premio Goya
  - Miglior film europeo a Fatih Akin